# Holsted Station
Holsted Station er en dansk jernbanestation i stationsbyen Holsted i Sydjylland.
Stationen ligger på jernbanestrækningen mellem Lunderskov og Esbjerg. Den blev indviet den 3. oktober 1874, samme dag som jernbanen. Den er betjent af DSBs regionaltog mellem Esbjerg og Aarhus, mens togene mellem Esbjerg og København er gennemgående.